# Dani de Wit
Dani de Wit (Hoorn, 28 januari 1998) is een Nederlands voetballer die als middenvelder voor FC Utrecht speelt.

## Clubcarrière

### Ajax
Dani de Wit speelde sinds 2006 in de jeugd van Ajax en werd ook enkele malen opgeroepen voor nationale jeugdelftallen. Alvorens hij de overstap maakte naar Ajax speelde hij bij VV KGB uit Bovenkarspel. Uit deze regio komen meer succesvolle Ajacieden, zoals de gebroeders De Boer. Dani de Wit maakte zijn debuut voor Jong Ajax in de Eerste divisie op 3 februari 2017, in de met 4-1 gewonnen thuiswedstrijd tegen RKC Waalwijk. Hij kwam in de 66e minuut in het veld voor Václav Černý.
Nadat De Wit een vaste waarde was geworden in Jong Ajax werd op 5 januari 2018 zijn contract verlengd tot 30 juni 2020. Op 25 februari 2018, iets meer dan een jaar na zijn debuut bij Jong Ajax, maakte Dani de Wit ook zijn debuut voor Ajax 1 tegen ADO Den Haag. Hij kwam in de 85e minuut in het veld voor Carel Eiting.
In seizoen 2018/19 bleef De Wit speler van Jong Ajax, maar viel hij vaker in bij het eerste team, in zowel de Eredivisie, KNVB Beker, als de UEFA Champions League. Op 28 augustus droeg hij middels een invalbeurt in de wedstrijd, uit bij Dynamo Kiev, bij aan de kwalificatie voor de UEFA Champions League. Op 2 oktober 2018 maakte hij zijn debuut in de groepsfase van de UEFA Champions League met een invalbeurt tijdens de uitwedstrijd bij Bayern München. Op 2 april 2019 verlengde hij zijn contract bij Ajax tot medio juni 2021. Met het eerste van Ajax won hij de dubbel, hoewel zijn bijdrage hieraan in speeltijd gemeten beperkt was.

### AZ
Op 30 augustus 2019 tekende De Wit een contract bij AZ, dat hem overnam van Ajax voor naar verluidt twee miljoen euro. Op 1 september maakte De Wit tegen Vitesse zijn debuut voor AZ. Op 27 oktober maakte hij in de 4-0 overwinning op PSV zijn eerste goal voor AZ. Hij stond met AZ gedeeld eerste, samen met voormalig werkgever Ajax, op het moment dat de Eredivisie door de coronapandemie werd stilgelegd. Tussen december 2020 en februari 2021 was De Wit drie maanden geblesseerd aan zijn enkel, maar verder miste hij dat seizoen bijna geen wedstrijden. 
In het seizoen 2021/22 miste De Wit slechts één wedstrijd. Hij beleefde zijn beste seizoen en kwam tot elf goals en zes assists in 51 wedstrijden in alle competities. Ook het seizoen erop had De Wit een neusje voor de goal. In de eerste seizoenshelft scoorde hij tien keer in 25 wedstrijden, waarvan zeven keer in de UEFA Conference League(kwalificatie).

### VFL Bochum
Dani de Wit tekende op 3 juli 2024 een contract tot de zomer van 2028 bij VFL Bochum. Hij werd transfervrij overgenomen van AZ Alkmaar.

### FC Utrecht
Aan het eind van seizoen 24/25 maakte De Wit een overstap naar FC Utrecht.

## Clubstatistieken
Beloften
| Seizoen | Club      |                    | Competitie     | Competitie | Competitie |
| Seizoen | Club      | Wed.               | Competitie     | Dlp.       |            |
| ------- | --------- | ------------------ | -------------- | ---------- | ---------- |
| 2016/17 | Jong Ajax | Vlag van Nederland | Eerste divisie | 4          | 0          |
| 2017/18 | Jong Ajax | Vlag van Nederland | Eerste divisie | 33         | 13         |
| 2018/19 | Jong Ajax | Vlag van Nederland | Eerste divisie | 18         | 6          |
| 2019/20 | Jong Ajax | Vlag van Nederland | Eerste divisie | 1          | 0          |
| Totaal  | Totaal    | Totaal             | Totaal         | 56         | 19         |

Senioren
| Seizoen         | Club            | Land               | Competitie      | Competitie | Competitie | Beker | Beker | Internationaal | Internationaal | Overig | Overig | Totaal | Totaal |
| Seizoen         | Club            | Land               | Competitie      | Wed.       | Dlp.       | Wed.  | Dlp.  | Wed.           | Dlp.           | Wed.   | Dlp.   | Wed.   | Dlp.   |
| --------------- | --------------- | ------------------ | --------------- | ---------- | ---------- | ----- | ----- | -------------- | -------------- | ------ | ------ | ------ | ------ |
| 2017/18         | Ajax            | Vlag van Nederland | Eredivisie      | 1          | 0          | 0     | 0     | 1              | 0              | —      | —      | 2      | 0      |
| 2018/19         | Ajax            | Vlag van Nederland | Eredivisie      | 4          | 0          | 3     | 0     | 4              | 0              | —      | —      | 11     | 0      |
| 2019/20         | Ajax            | Vlag van Nederland | Eredivisie      | 0          | 0          | 0     | 0     | 2              | 0              | —      | —      | 2      | 0      |
| 2019/20         | AZ              | Vlag van Nederland | Eredivisie      | 22         | 3          | 3     | 2     | 10             | 0              | —      | —      | 35     | 5      |
| 2020/21         | AZ              | Vlag van Nederland | Eredivisie      | 20         | 4          | 0     | 0     | 7              | 1              | 0      | 0      | 27     | 5      |
| 2021/22         | AZ              | Vlag van Nederland | Eredivisie      | 33         | 8          | 4     | 1     | 10             | 0              | 4      | 1      | 51     | 10     |
| 2022/23         | AZ              | Vlag van Nederland | Eredivisie      | 18         | 5          | 1     | 1     | 13             | 7              | 0      | 0      | 32     | 13     |
| 2023/24         | AZ              | Vlag van Nederland | Eredivisie      | 32         | 10         | 3     | 1     | 10             | 1              | 0      | 0      | 45     | 12     |
| 2024/25         | VfL Bochum      | Vlag van Duitsland | Bundesliga      | 27         | 2          | 0     | 0     | 0              | 0              | 0      | 0      | 27     | 2      |
| Carrière totaal | Carrière totaal | Carrière totaal    | Carrière totaal | 157        | 32         | 14    | 5     | 57             | 9              | 4      | 1      | 232    | 47     |

Bijgewerkt op 11 mei 2025.

## Erelijst
Als speler
| Competitie           | Aantal    | Jaren     |           |           |
| Jong Ajax            | Jong Ajax | Jong Ajax | Jong Ajax | Jong Ajax |
| -------------------- | --------- | --------- | --------- | --------- |
| Eerste divisie       | 1x        | 2017/18   |           |           |
| Ajax                 |           |           |           |           |
| Eredivisie           | 1x        | 2018/19   |           |           |
| KNVB beker           | 1x        | 2018/19   |           |           |
| Johan Cruijff Schaal | 1x        | 2019      |           |           |